# Marienchorstraße 1 (Stralsund)

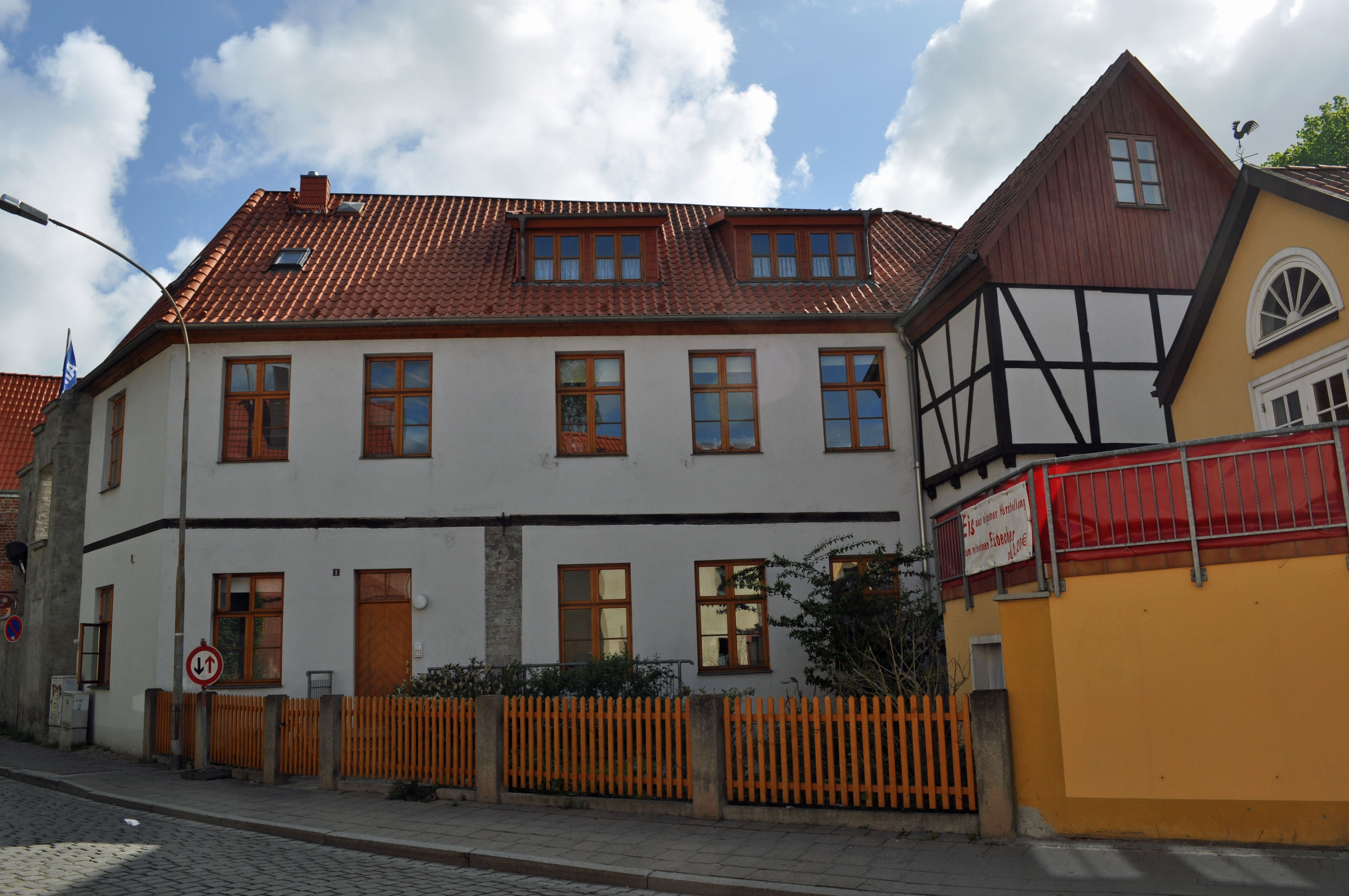
Das Haus Marienchorstraße 1 in Stralsund (2012)

Das Gebäude mit der postalischen Adresse Marienchorstraße 1 ist ein denkmalgeschütztes Bauwerk in der Marienchorstraße in Stralsund, an der Ecke zum Frankenwall.
Der zweigeschossige Putzbau weist eine einachsige Schmalseite zur Marienchorstraße und eine fünfachsige Längsseite auf; ein Hofgebäude bildet den Grundstücksabschluss zum Frankenwall. Beide Gebäude sind im Kern mittelalterlich, wurden allerdings mehrfach verändert. Der auf der Stralsunder Stadtmauer errichtete Anbau ist in Fachwerk ausgeführt; das Obergeschoss steht leicht über.
Ursprünglich bildete das Haus Nr. 1 ein Doppelhaus mit der Marienchorstraße 2.
Das Haus liegt im Kerngebiet des von der UNESCO als Weltkulturerbe anerkannten Stadtgebietes des Kulturgutes „Historische Altstädte Stralsund und Wismar“. In die Liste der Baudenkmale in Stralsund ist es mit der Nummer 499 eingetragen.